# Махинда
Махинда, также Магинда или Махендра (ок. 282—222 до н. э.), — сын древнеиндийского правителя империи Маурьев Ашоки. По поручению отца возглавлял делегацию на Шри-Ланку для распространения буддизма и, в частности, обратил в буддизм царя острова Тиссу. Тисса принял титул — «милый богам» (Деванампия) и направил своё ответное посольство в Паталипутру. Как и Ашока, Махинда старался обращать людей в буддизм не силой, а добротой и щедростью.

## Биография
Махинда родился около 270, 282 либо 339 года до нашей эры в Паталипутре либо в Ведисагири (современная Видиша). Предполагаемый отец — будущий император Империи Маурьев Ашока (пришёл к власти, когда Махинде было четырнадцать лет). Мать — Ведиса-Махадеви Сакьякумари, первая жена Ашоки. Примерно в 262 г. до н. э. двадцатилетний Махинда прошёл упасампаду, стал полностью посвящённым буддийским монахом — бхикшу и в тот же день стал архатом. Ту упасампаду проводил Махадева (пали Mahādeva), при этом Маджджхантика (Majjhantika) зачитывал «Каммавачу» (Kammavācā).
Учителем и настоятелем Махинды стал Моггалипутта Тисса; под его руководством в Ашокараме (санскр. अशोकाराम IAST: aśokārāma) в Паталипутре молодой бхикшу три года изучал доктрину буддизма (дхарму). Потом Моггалипутта Тисса ушёл в семилетнее одиночное отшельничество на гору Ахоганга (пали Ahogangā), оставив тысячу своих учеников под началом Махинды.
Тем временем Ашока стал императором, принял буддизм и решил поддержать распространение этой религии как в своём государстве, так и в других странах. Но перед отправкой заграничных миссий Ашока, посоветовавшись с Могалипуттой Тиссой, решил созвать Третий буддийский собор для разрешения спорных вопросов буддизма и очищения монашеской сангхи от недостойных личностей. Собор в составе тысячи архатов прошёл под председательством Моггалипутты. В числе прочих там рассматривался вопрос о буддийском миссионерстве в условиях противодействия со стороны индуистских брахманов. Было решено направить девять миссионерских делегаций для распространения буддизма в различных регионах.
Махинда, к тому времени пробывший двенадцать лет в монашестве, принял активное участие в работе Третьего буддийского собора, и ему было поручено отправиться с буддийской миссией на Шри-Ланку. Однако после собора Махинда не сразу поехал туда, а задержался на полгода, ожидая прихода к власти в Царстве Анурадхапуры Деванампия Тиссы, поскольку предыдущий царь Мутасива был уже слишком стар и немощен, чтобы понять доктрину Будды. Потому сначала Махинда отправился в вихару Дакхинагири (пали Dakkhināgiri), а затем на свою родину в Ведисагири, где поселился в вихаре Ведисагири в Санчи, повидался с матерью, другими родственниками и знакомыми. Задержавшись там ещё на месяц, он обучал дхарме мирского буддиста (упасаку) Бхандуку (Bhanduka), вместе с которым потом отправился в путь до Шри-Ланки в полнолуние месяца джьештха (пали Jettha или Jattha) 252 либо 306 года до нашей эры. С ними поехали также четыре тхеро: Иттхия (Itthiya), Уттия (Uttiya), Самбала (Sambala), Бхаддасала (Bhaddasāla) и шраманера Сумана (Sumanasāmanera).
Махавамса утверждает, что все шестеро чудесным образом мгновенно перелетели по воздуху на вершину горы Михентале (синг. මිහින්තලය) (она же Миссака и Миссакапаббата) на Шри-Ланке, где впервые встретились с Деванампией Тиссой, бывшим там на охоте, и его свитой, Махинда рассказал Чулахаттхипадопаму-Сутту (пали Cūlahatthipadopama Sutta) и затем Самачитту-Сутту (Samacitta Sutta), после чего царь и свита сказали, что готовы принять учение Будды. Чулахаттхипадопама-Сутта содержит основные понятия о Будде, Дхарме и Сангхе, описывает, как человек принимает буддизм и становится бхикшу, какими высочайшими качествами он обладает и как их проявляет, от чего воздерживается и какие стадии духовного развития проходит в своей жизни, прежде чем стать архатом и не перерождаться впредь.
Как утверждает ведущий шри-ланкийский археолог (англ. Archaeological Commissioner of Sri Lanka) Сенератх Паранавитана (Senerath Paranavitana), когда Махинда прибыл на Шри-Ланку, подавляющее большинство жителей острова придерживались местных языческих верований, почитали различных духов природы (якков), предположительно обитавшим в реках, озёрах, горах, деревьях и т. д. Также было распространено поклонение священным деревьям и рощам, а ещё небесным светилам. Наиболее образованные люди могли быть последователями брахманических религий (индуизма).
Возможно, Махинда с сотоварищами совершили своё путешествие из Видисагири на Михентале естественным образом. Тогда они должны были дойти или доехать до порта на западном побережье Индии (вероятнее всего, это был порт города Бхаракучча (Bharukacca)), и там сесть на корабль до Шри-Ланки. Но от берега Шри-Ланки до горы Михентале им предстоял неблизкий путь через чащу джунглей, почти безлюдную и полную диких зверей. Сложно представить, как бхикшу могли её преодолеть, кто им давал пищу и где они подходящие места для ночёвки, и как они ни разу не попались на глаза царским дозорным.
На следующий день по просьбе Тиссы Махинда посетил Анурадхапуру, перенесясь по воздуху в то место, где позднее появилась Патхамачетья (пали Pathamacetiya). Отобедав во дворце, он прочитал перед собравшимися Петаваттху (Petavatthu), Виманаватху (Vimānavatthu) и Саччу Самьютту (Sacca Samyutta). После такого разъяснения дхармы Анула (Anulā) и ещё пятьсот женщин из её свиты достигли состояния сотапанны. Затем на слоновьем стойле Махинда поведал людям Девадутту-Сутту (Devadūta Sutta), а уже вечером в Нанданаване (Nandanavana) — Балапандиту-Сутту (Bālapandita Sutta). Ночь он провёл в царском парке Махамегхавана (Mahāmeghavana), а днём после неё Тисса подарил этот парк Махинде и сангхе. На территории парка Махамегхавана в дальнейшем был построен большой монастырский комплекс — Махавихара (Mahāvihāra).
Махинда показал царю ещё несколько мест, в которых в дальнейшим были сооружены буддийские религиозные объекты. В месте под названием Маха Тхупа (пали Mahā Thūpa) он рассказал, что в настоящей кальпе четыре Будды побывают на Шри-Ланке. На четвёртый день Махинда преподал Анаматаггу-Сутту (Anamatagga Sutta) в Нанданаване и помог царю очертить границы земельного участка Махавихары. На пятый день он преподал Кхаджджанию-Сутту (Khajjanīya Sutta), на шестой — Гомаяпинди-сутту (Gomayapindī sutta), а на седьмой — Дхаммачаккаппаваттану-Сутту (Dhammacakkappavattana Sutta).
Для буддийской сангхи и лично для Махинды царь Деванампия Тисса не жалел средств. Первым был построен целый дворец (пали pāsāda), названный Калапасада-паривена (Kālapāsāda parivena), в котором поселился Махинда. Следующими строениями стали Сунхатапаривена (Sunhātaparivena), Дигхачанка-паривена (Dīghacanka parivena), Пхалагга-паривена (Phalagga parivena), Тхерапассайя-паривена (Therāpassaya parivena), Маругана-паривена (Marugana-parivena) и Дигхасандесенапати-паривена (Dīghasandasenāpati-parivena).

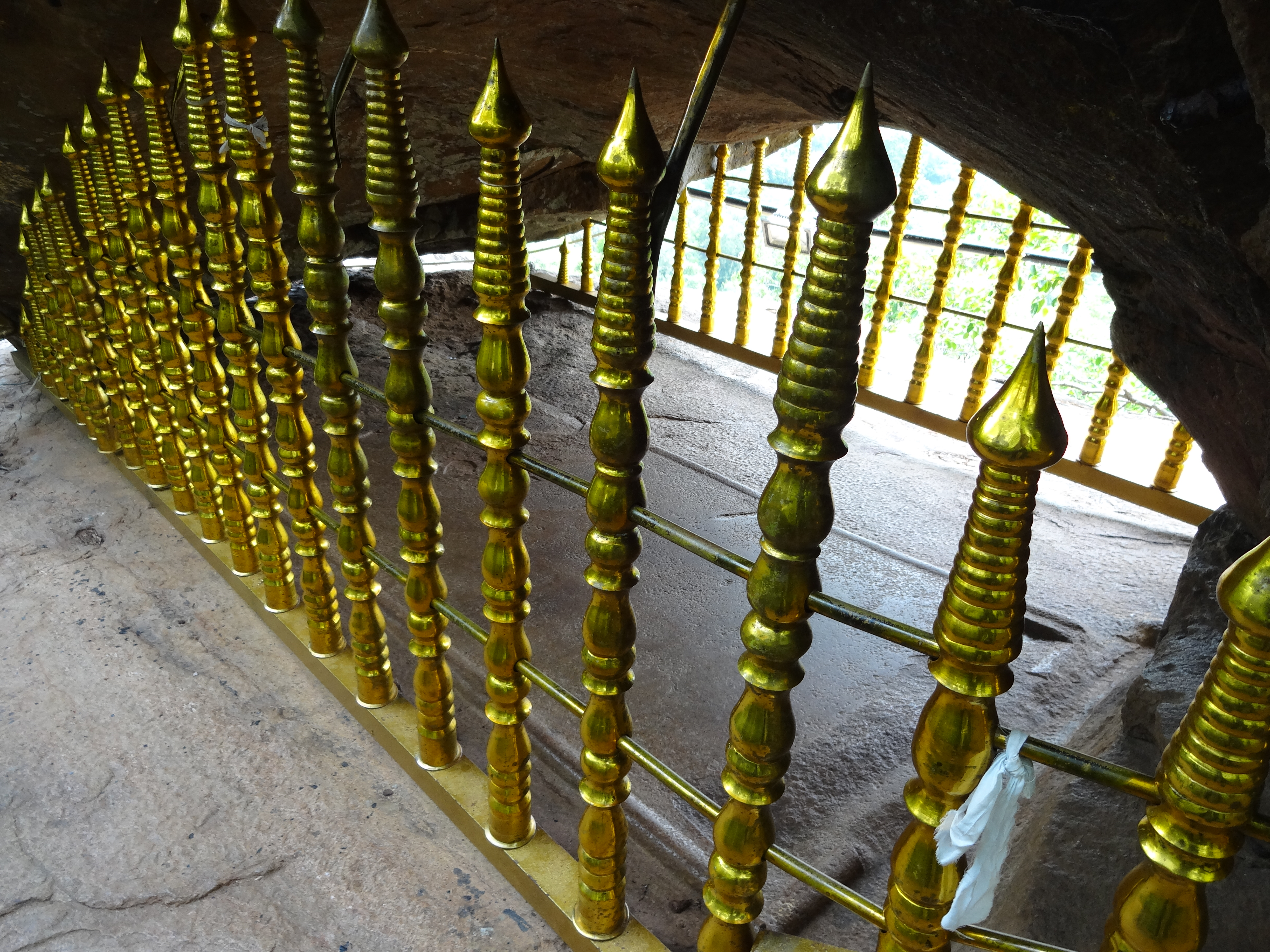
Ложе Махинды в пещерной келье

Двадцать шесть дней Махинда провёл в Махамегхаване. В тринадцатый день яркой половины лунного месяца ашадха он рассказал Махаппамаду-Сутту (пали Mahāppamāda Sutta) и Чарьяпитаку (Cariyapitaka), и отправился в Миссакапаббату, чтобы провести вассу там. Царь приказал вырубить в скалах шестьдесят восемь келий и в полнолуние предоставить их тхерам. В тот же день Махинда в Тумбарумалаке (Tumbarumālaka) посвятил в бхикшу 62 мужчины, достигших состояния архата, и они отправились на вассу вместе с Махиндой. Среди новопосвящённых был и племянник царя Ариттха. C этих монахов началась буддийская сангха (Buddha Sasana) на Шри-Ланке. Как утверждает Махавамса, ещё 55 братьев Ариттхи получили паббаджу из рук Махинды.
После полнолуния месяца картика (пали Kattika), завершив церемонии павараны, Махинда посоветовался с Деванампией Тиссой и послал шраманеру Суману в Паталипутту, чтобы привести мощи Будды от Ашоки и другие реликвии от Сакки. Тот успешно справился с заданием, и реликвии были помещены в Миссакапаббату, которую впредь стали называть Четьегири (Cetiyegiri). Ключица Будды была помещена в Тхупараму, специально для того построенную.
Примерно в то же время Махинда посоветовал Деванампию Тиссе направить к Ашоке миссию, возглавленную Махариттхой (пали Mahāarittha), с просьбой прислать Сангхамитту и привезти отводок дерева Бодхи. Эта просьба была удовлетворена.
В последние годы своего правления Деванампия Тисса обычно прислушивался к советам Махинды, и были построены многочисленные вихары — через каждую йоджану (8 — 15 км) одна от другой; среди них вихар можно отметить Иссарасаманаку (Issarasamanaka) и Вессагири (Vessagiri). Кроме вихар, были возведены многочисленные четьи и другие буддийские культовые сооружения. Как и Ашока, Махинда и Деванампия Тисса старались обращать людей в буддизм не силой, но щедростью и добротой, и к концу жизни Махинды буддисты появились в каждом городе, селе и хуторе.
Махинда скончался в возрасте 60 либо 80 лет в Четьягири в Анурадхапуре, где проводил сезон дождей. Было это на восьмой год правления царя Уттии (предположительно 204 либо 259 г. до н. э.), преемника Деванампии Тиссы, в восьмой день яркой половины лунного месяца Ассаюджи (пали Assayuja). Тело Махинды было с почестями доставлено в Махавихару и помещено в Панхамбамалку (Pañhambamālaka) для почитания на неделю, а после было кремировано на костре из благовонного дерева в месте к востоку от Тхеранамбандхамалаки (Therānambandhamālaka) и слева от Маха Тхупы. Половина праха была оставлена на месте и хранилась в построенной там четье, другая половина по частям помещена во множество ступ в Чатьягири и других местах. Место кремации Махинды было названо Исибхуманганой (Isibhūmangana), и много веков на том же месте кремировали тела святых, живших в радиусе трёх йоджан.

## Исторические источники
Основными первоисточниками информации про Махинду являются древние шри-ланкийские религиозно-исторические хроники Дипавамса и Махавамса. В Махавамсе говорится, что Махинда, сын Ашоки, прибыл на Шри-Ланку и обратил в буддизм царя Деванампию Тиссу, и что дочь Ашоки стала монахиней и привезла отводок дерева Бодхи.

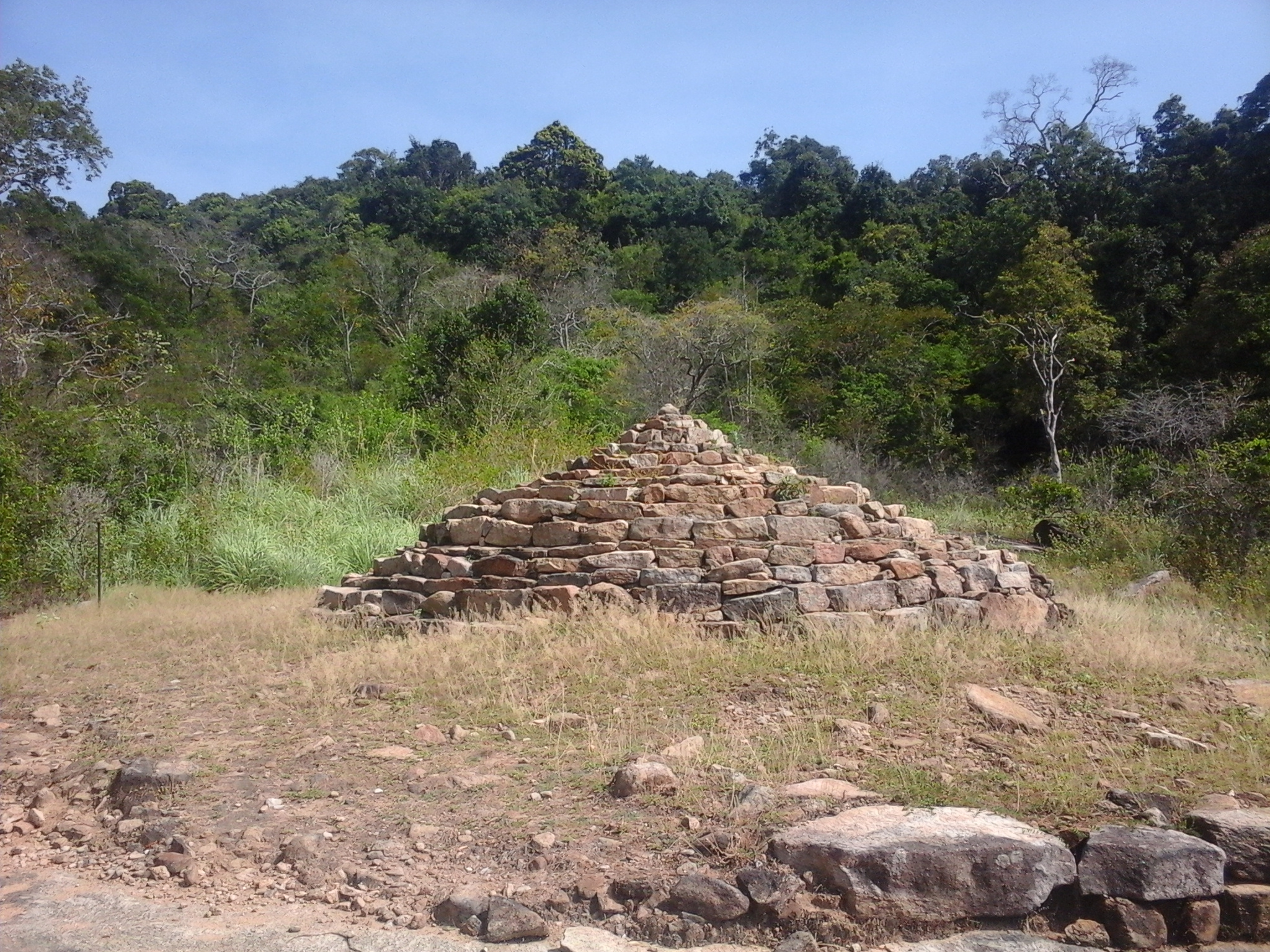
Махинду Сея в Рассагале. Здесь была найдена историческая надпись, в которой упоминается Махинда

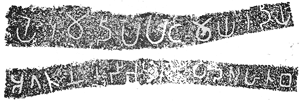
Надпись про Махинду

Были найдены короткие оригинальные надписи, в которых также говорится про этого буддийского монаха, жившего в III веке до нашей эры. Одна из них, датированная приблизительно 200-м годом до нашей эры, была обнаружена в развалинах монастырского комплекса Рассагала. Она написана на древнесингласьком языке ранним письмом брахми. В IAST-транслитерации она запишется как «Ye ima dipa paṭamaya idiya agatana Iḍika-[tera-Ma] hida-teraha tube», в переводе на русский — «В этой ступе [покоится прах] старшего [монаха] Иттии и старшего [монаха] Махинды, которые приехали на этот остров в первую очередь ради счастья». Однако в ныне известных надписях Ашоки Махинда не упоминается.

## Наследие и признание
В хрониках говорится о том, что Махинда перевёл комментарии к «Трипитака» с пали на сингальский язык и преподавал их местным ученикам. В XX веке шри-ланкийский монах Валпола Рахула назвал Махинду «отцом сингалезской литературы», считая, что благодаря его трудам сингальский язык стал литературным. Махинда также принёс на Шри-Ланку культуру и архитектуру Империи Маурьев. Канадский исследователь Суванда Х. Дж. Сугунасири (Suwanda H. J. Sugunasiri) утверждает, что Махинда был редактором старейшей (247 г. до н. э.) «Буддхапуджи» в мире.
Позднее царь Сиримегхаванип сделал золотую статую Махинды в натуральную величину и установил её в Амбаттхалачетье (пали Ambatthalacetiya), где устроил восьмидневное празднование в честь Махинды. На девятый день царь во главе процессии отнёс эту статую в Соттхиякару-вихару (Sotthiyākara vihāra), где она простояла ещё три дня, а после была перевезена в Махавихару в Анурадхапуру, где простояла три месяца около дерева Бодхи, и наконец была перенесена в роскошную галерею, расположенную к юго-востоку от царского дворца во внутреннем городе. Празднование в её честь сделали ежегодным; в день павараны статую переносили в Махавихару, и на тринадцатый день делались подношения ей. Этот обычай соблюдался на протяжении нескольких столетий.
Дхатусена (пали Dhātusena) перенёс статую на место кремации Махинды и устроил там большой праздник. Аггабодхи I установил её на берегу пруда Махиндатата (Mahindatata) и поручил Тараччасам (Taracchas) перенести её на дамбу того пруда. В древней Анурадхапуре были поставлены и другие памятники Махинде.

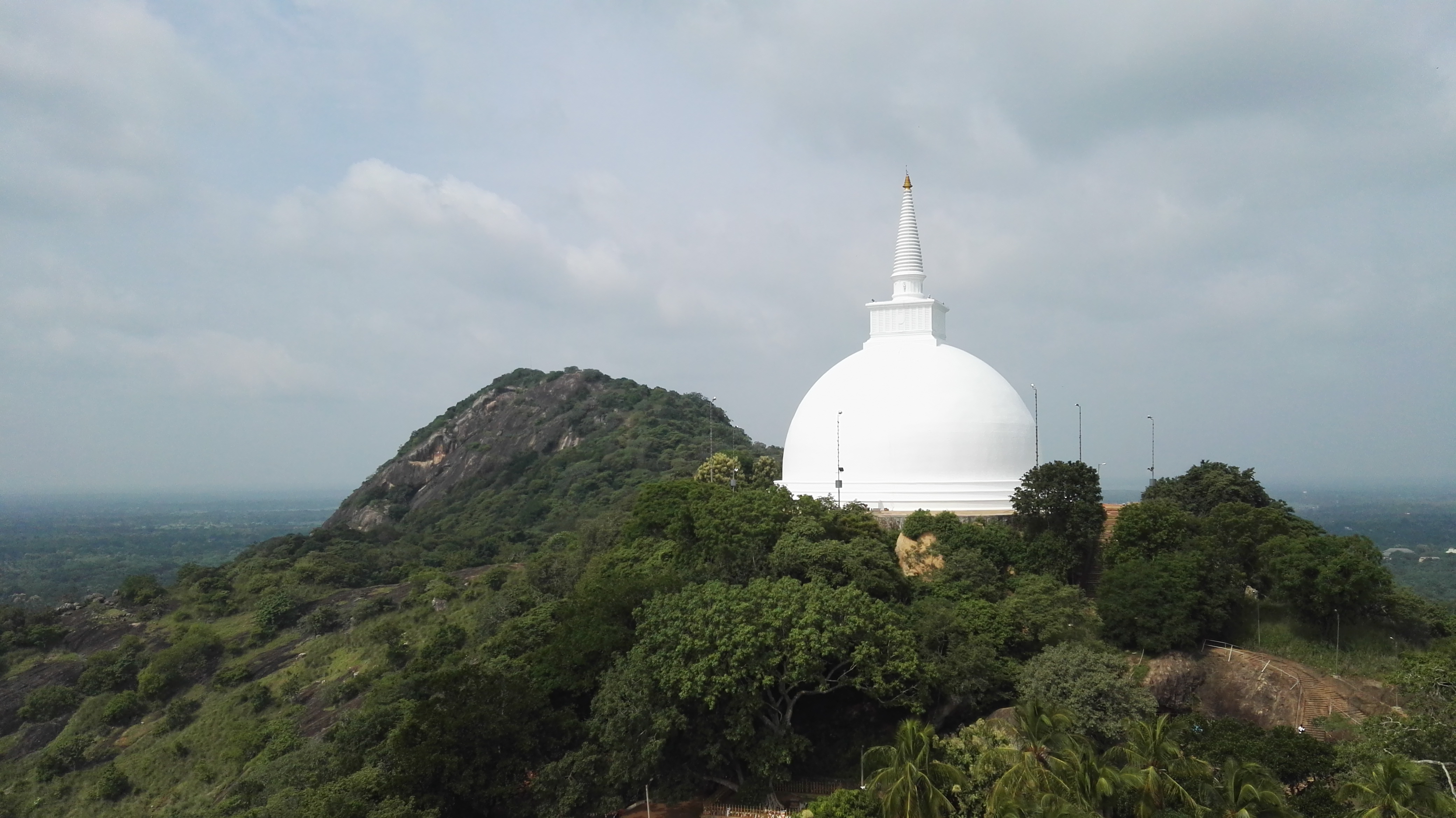
Михентале

Кроме Рассагалы, на Шри-Ланке есть ещё одно связанное с Махиндой место. Это — гора Михентале (синг. මිහින්තලය), на вершине которой могла пройти первая встреча Махинды с царём Деванампией Тиссой, и была возведена ступа, в которую после смерти Махинды поместили его прах. При царе Махандитике Маханаге (правил в 6 — 18 г. н. э.) там же была построена Амбаттхала-четья (пали Ambatthala chetiya). Когда эту четью достроили, царь устроил пышный праздник Гирибхана-Пуджа, во время которого все улицы города освещались масляными лампами, и подарил сангхе столько золота, сколько весил сам; это щедрый царский дар называется Тхулабхара-дана (Thulabhara-dana).
И в наши дни гора Михентале остаётся популярным местом паломничества буддистов Тхеравады, которые обычно приезжают туда в июне (месяц посон по старому сингальскому календарю), полагая, что Махинда прибыл на Шри-Ланку в полнолуние этого месяца. Потому июньское полнолуние — традиционное время проведения тхеравардинской упосатхи.

## Пояснения
1. ↑  Арьядаса Ратнасингхе (Aryadasa Ratnasinghe) утверждает, что Махинда жил 80 лет и умер в 259 г. до н. э.[7]; тогда он должен был родиться примерно в 339 г. до н. э.
2. ↑  Арьядаса Ратнасингхе утверждает, что Махинда 60 лет подряд был монахом (бхикшу), а всего прожил 80 лет[7].
3. ↑  пали Mahadatika Mahanaga; он же Маха Делиямана (Maha Deliyamana)